# Proxmox Virtual Environment
Proxmox Virtual Environment (Proxmox VE) — система виртуализации с открытым исходным кодом, основанная на Debian GNU/Linux. Разрабатывается австрийской фирмой Proxmox Server Solutions GmbH, спонсируемой Internet Foundation Austria.
В качестве гипервизоров использует KVM и LXC (начиная с версии 4.0, в версиях до 3.4 включительно вместо него использовался OpenVZ). Соответственно, способна выполнять любые поддерживаемые KVM ОС (Linux, *BSD, Windows и другие) с минимальными потерями производительности и Linux без потерь.
Управление виртуальными машинами и администрирование самого сервера производятся через веб-интерфейс либо через стандартный интерфейс командной строки Linux.
Для создаваемых виртуальных машин доступно множество опций: используемый гипервизор, тип хранилища (файл образа или LVM), тип эмулируемой дисковой подсистемы (IDE, SCSI или VirtIO), тип эмулируемой сетевой карты, количество доступных процессоров и другие.

## Ключевые возможности

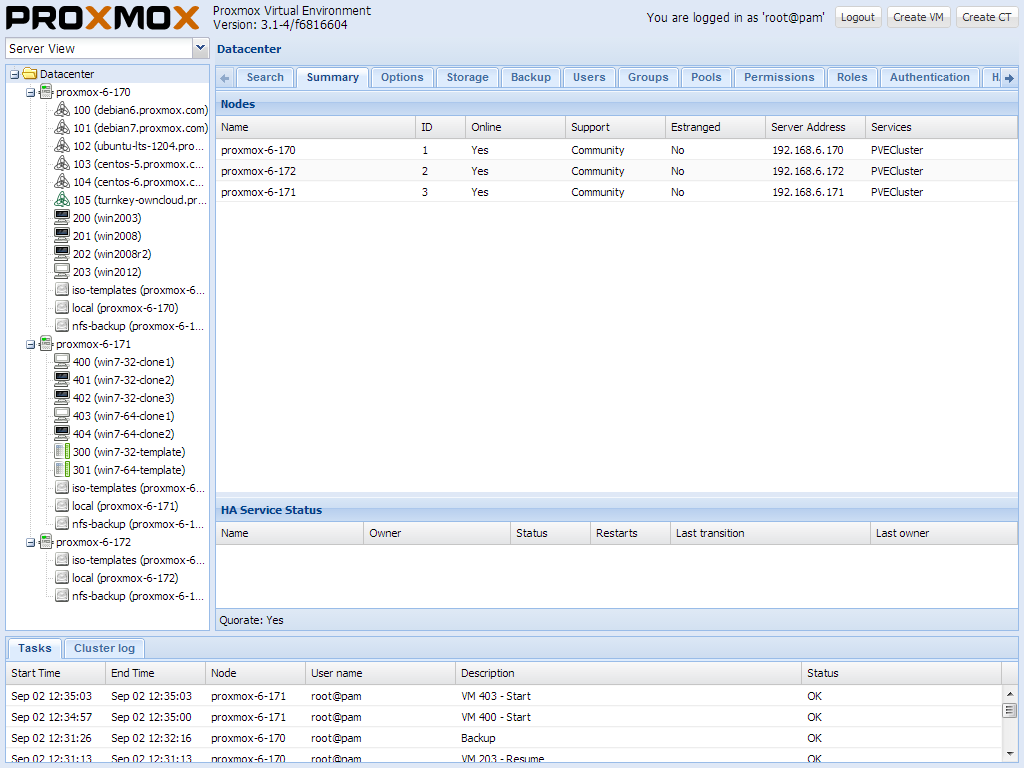
Снимок работающей системы ProxMox v.3.2 в кластере из 3 серверов

- Простое управление через веб-интерфейс;
- Мониторинг нагрузки в реальном времени;
- Статистика и информативные графики нагрузки сервера виртуализации и каждой виртуальной машины в отдельности — по оперативной памяти, CPU, HDD, сети в разрезе последний час/день/неделя/месяц/год;
- Библиотека установочных образов (в локальном или удаленном хранилище);
- Подключение к «физической» консоли гостевых систем непосредственно из браузера (по VNC и посредством SPICE-клиента);
- Объединение серверов в кластер с возможностью живой миграции виртуальных машин (без остановки гостевой системы);
- Быстрое развертывание гостевых систем из шаблонов;
- Сохранение образа состояния виртуальной машины (snapshot), формирование дерева состояний и возможность отката на любую из точек
- Автоматическое резервное копирование виртуальных машин.

С сайта разработчиков можно загрузить готовые шаблоны (как дистрибутивы общего назначения, так и настроенные под конкретную задачу, например запуск MediaWiki, Drupal или Wordpress). Также можно создавать собственные шаблоны, воспользовавшись инструментом Debian Appliance Builder.

## Системные требования
Минимальные:
- CPU: 64bit (Intel EMT64 or AMD64), поддержка Intel VT/AMD-V CPU/Mainboard (для использования KVM Full Virtualization);
- Минимум 1 Гб ОЗУ;
- Жёсткий диск;
- Сетевая карта.

Рекомендуемые:
- CPU: мультипроцессорный 64bit (Intel EMT64 or AMD64), поддержка Intel VT/AMD-V CPU/Mainboard (для использования KVM Full Virtualization);
- 4 Гб ОЗУ и больше;
- Hardware RAID;
- Быстрые жёсткие диски 15krpm SAS, Raid10;
- Сетевая карта.

Реальные системные требования определяются количеством и требованиями гостевых систем.